# Bitwa o Santander
Bitwa o Santander – bitwa stoczona w czasie hiszpańskiej wojny domowej latem 1937 r. Upadek Santander 26 sierpnia był przypieczętowaniem zwycięstwa frankistów w prowincji Santander, obecnie Kantabrii. W bitwie tej prawie całkowicie zniszczona została „Armia Północy” Republiki Hiszpańskiej; 60 000 żołnierzy republikańskich dostało się do niewoli.

## Tło sytuacyjne
Po upadku Bilbao 19 czerwca i zakończeniu nieudanej ofensywy republikanów pod Brunete 25 lipca frankiści zdecydowali się kontynuować ofensywę na północy Hiszpanii i zająć prowincję Kantabria.
Wojska nacjonalistyczne na północy liczyły 90 000 ludzi (w tym 25 000 Włochów), na czele których stał gen. Fidel Dávila Arrondo. Siły włoskie, kierowane przez gen. Ettore Bastico, obejmowały dywizję Littorio gen. Bergonzoliego, dywizję Fiamme Nere gen. Frusciego i dywizję 23 Marzo gen. Francischiego. Nacjonaliści mieli również sześć brygad Navarrese dowodzonych przez płk. Solchagę, dwie brygady kastylijskie pod rozkazami gen. Ferrera i jedną mieszaną dywizję hiszpańsko-włoską, Czarne Koszule, pod komendą płk. Piazzioniego. Nacjonaliści mieli również na tym froncie 220 samolotów (70 należących do niemieckiego Legionu Condor, 80 z włoskiego Aviazione Legionaria i 70 hiszpańskich), w tym wiele nowoczesnych myśliwców Messerschmitt Bf 109.
Po drugiej stronie frontu republikanie mieli 14 Korpus Armijny gen. Adolfo Prady i 15 Korpus Armijny gen. José Garcíi Vayasa, pod ogólnym dowództwem gen. Mariano Gámira Ulíbarriego; łącznie około 80 000 żołnierzy. Republikanie dysponowali także 44 samolotami (w większości powolnymi i starymi, z wyjątkiem 18 myśliwców radzieckich). Ponadto morale wojsk republikańskich było niskie, a żołnierze baskijscy żywili przekonanie, że jeśli poddadzą się Włochom, ci darują im życie.

## Przebieg działań
14 sierpnia 1 Brygada Navarrese zaatakowała front pomiędzy Valdecebollas w prowincji Palencia a Cuesta Labra, próbując odciąć siły republikańskie na południe od Gór Kantabryjskich. Następnego dnia frankiści uczynili postępy w rejonie Barruelo do Peña Rubia, Salcedillo, Matalejos i Reinosilla; siły republikańskie wycofały się do Portillo de Suano. Nazajutrz nacjonaliści pokonali republikanów w Portillo de Suano i zajęli fabryki w pobliżu Reinosa; do samego miasta weszli o zmroku. 4 Brygada Navarrese posuwała się naprzód w dolinie rzeki Saja w kierunku doliny Cabuérniga. Siły włoskie nacierały z Burgos do Lanchares i San Miguel de Aguayo.
17 sierpnia Włosi zdobyli przełęcz El Escudo i dołączyli do pozostałych sił w San Miguel de Aguayo. 22 bataliony piechoty republikańskiej zostały okrążone w Campoo. 18 sierpnia wojska frankistowskie zajęły Santiurde, a oddziały włoskie San Pedro del Romeral i San Miguel de Luena. Następnego dnia siły nacjonalistów posuwały się naprzód w Cabuérniga i dolinie rzeki Pas, zajmując Bárcena de Pie de Concha i Entrambasmestas.
20 sierpnia siły włoskie nacierały w kierunku Villacarriedo, a brygady Navarrese w stronę Torrelavega i Cabezón de la Sal. Dwa dni później nacjonaliści zajęli Selaya, Villacarriedo, Ontaneda i Las Fraguas. 23 sierpnia brygady Navarrese wkroczyły do doliny Mazcuerras i zajęły górę Ibio, prawie odcinając główną drogę i linię kolejową pomiędzy Santander a Asturią. Siły włoskie napotykają opór republikanów w pobliżu Puente Viesgo.
24 sierpnia gen. Gámir-Ulibarri zarządził ogólną ewakuację w kierunku Asturii. Frankiści zajęli jednak Torrelavega i Barredę, odcinając główną drogę odwrotu. Oddziały baskijskie po przejściu linii frontu podpisały Porozumienie z Santoña (hiszp. Pacto de Santoña), na mocy którego poddały się Włochom.
25 sierpnia główne władze republikańskie opuściły Santander, kierując się do Gijón w Asturii. Następnego dnia ok. południa siły frankistowskie wkroczyły do Santander; 17 000 republikanów zostało uwięzionych, z których wielu natychmiast straconych.
1 września nacjonaliści zajęli Unquera, na granicy Kantabrii i Asturii. 17 września Tresviso, ostatnie terytorium Kantabrii w rękach republikanów, zostało zdobyte przez frankistów.

## Konsekwencje
Upadek Santander, w połączeniu ze zdobyciem silnie ufortyfikowanego Bilbao, wyrwał nieodwracalną lukę na północnym froncie wojsk Republiki. Zniszczenie Armii Północy było kolejnym druzgocącym ciosem dla słabnącej armii republikańskiej i obróciło bieg wojny na korzyść frankistów. Czynniki odpowiadające za klęskę republikanów obejmują:
- miażdżącą przewagę nacjonalistów w artylerii i lotnictwie;
- brak jednolitego dowodzenia jednostkami republikańskimi w Asturii, Kantabrii i Kraju Basków;
- precyzja, zaskoczenie i szybkość natarcia frankistów, które miały na celu zniszczenie sił wroga, a nie zdobycie terytorium;
- słabe morale obrońców, w przeciwieństwie do wyjątkowej pewności siebie i entuzjazmu nacjonalistów;
- bunt jednostek baskijskich w armii republikańskiej.

Klęska okazała się pełna, a straty nie do odrobienia. Z dwunastu brygad baskijskich pozostało pod koniec bitwy tylko osiem poobijanych batalionów. Republikańska Armia Santander z dwunastu brygad została zredukowana do sześciu batalionów. Asturianie zaangażowali w walkę 27 batalionów i wyszli z zaledwie czternastoma. Na żadnym innym teatrze wojny domowej wojska Franco nie osiągnęły tak decydujących rezultatów, jak w bitwie o Santander: 60 000 republikańskich żołnierzy dostało się do niewoli, co pociągnęło za sobą straty materialne. Wojna na północy Hiszpanii była dla frankistów prawie wygrana.